# André Henri Dargelas

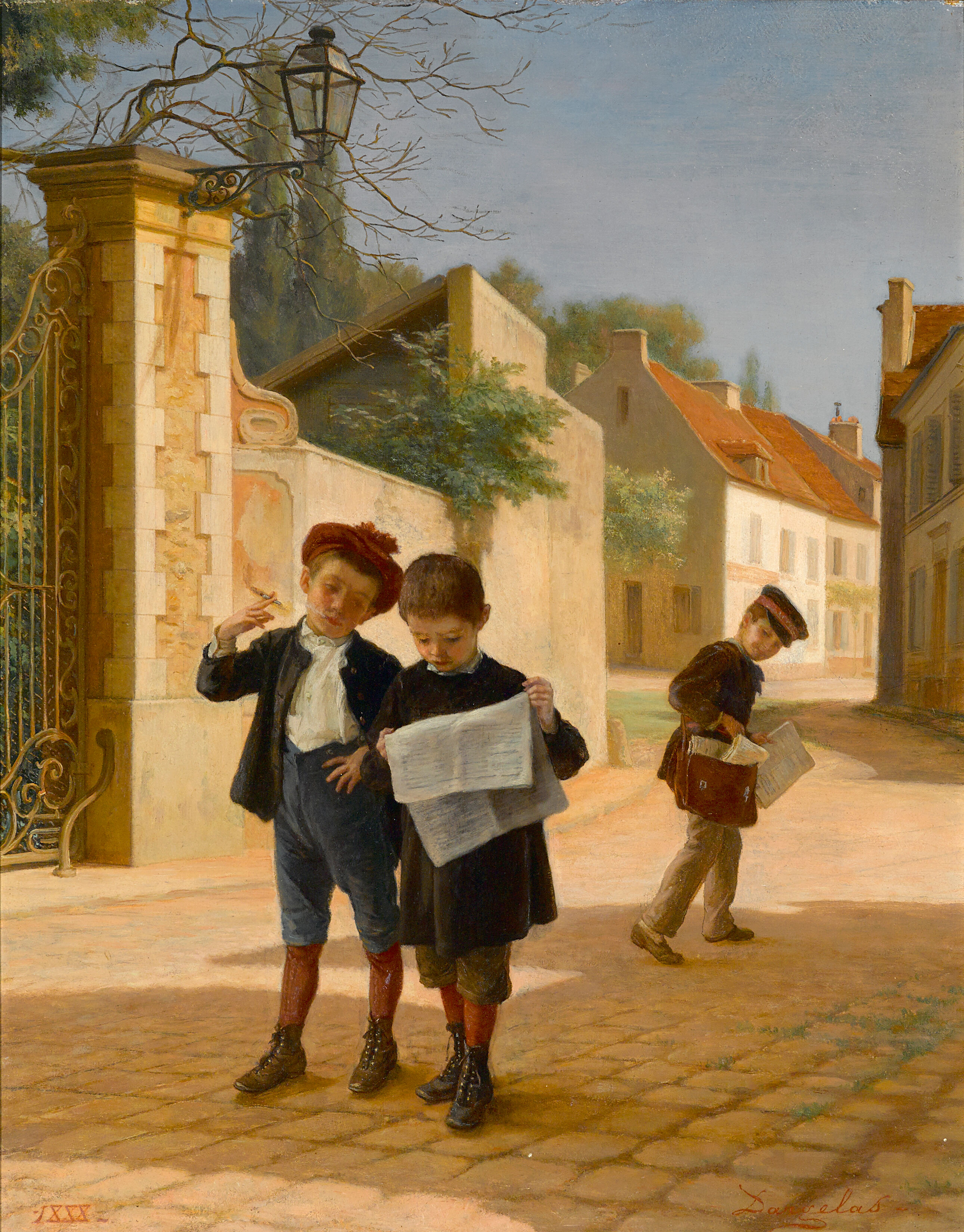
Schulknaben

André Henri Dargelas (* 11. Oktober 1828 in  Bordeaux; † Juni 1906 in Écouen) war ein französischer Genremaler der Kinderwelt.
Dargelas studierte ab dem 6. April 1854 an der Ecole des Beaux-Arts de Paris bei François Edouard Picot, einem Schüler von Jacques-Louis David. Innerhalb von drei Jahren begann Dargelas auf der jährlichen Salonausstellung auszustellen.
Während er seine Karriere als freischaffender Künstler begann, konzentrierte sich Dargelas zunehmend auf Bilder von Kindern und arbeitete weiterhin im naturalistischen Stil anderer französischer Maler wie Alexandre Antigna. 
Ab 1850 waren seine Arbeiten in Großbritannien nach einer begeisterten Kritik des englischen Kunstkritikers John Ruskin, der die sentimentale Vision der typischen Kindheit von Dargelas schätzte, besonders erfolgreich. Ab 1857 begann er, seine Werke im Pariser Salon auszustellen. Einige Jahre später war der Salon von 1863 ein Erfolg für Dargelas. 
In seinem letzten Lebensabschnitt zog er von Paris nach Écouen, wo er die École Écouen schuf, zu der sich verschiedene Künstler zusammenschlossen. Als er sich niedergelassen hatte, heiratete er und zog dort seine Familie auf. Die Künstlerkolonie, die sich dort entwickelte, wurde von zwei Genremalern,  Pierre Edouard Frère und Paul Constant Soyer, geleitet.